# Герцогство Апулії і Калабрії
Герцогство Апулії і Калабрії (лат. Ducatus Apuliae et Calabriae) — середньовічне норманське герцогство в Південній Італії. В 1042 році нормандський найманець Вільгельм Отвільський заснував на відвойованих у візантійців територіях, що складались з Гаргано, Капітанати, Апулії, Вультуре і більшої частини Кампанії Апулійське графство. У 1059 році графство стало герцогством, коли папа Миколай II надав Роберту Гвіскару відповідний титул. В 1130 році увійшло до складу новоствореного нормандського Сицилійського королівства.

## Історія

### Апулійське графство
Першим графом Апулійським традиційно вважається старший син Танкреда Отвільського — Вільгельм (Гільйом) Залізнорукий (пом. 1046).
У вересні 1042 року нормандці на зборах в Мельфі вирішили формалізувати свої завоювання і обрали Вільгельма графом в областях, відвойованих нормандцями у Південній Італії у Візантії. Для того, щоб узаконити графський титул, Вільгельм звернувся до лангобардського князя Салерно Гваймара IV з проханням прийняти верховну владу над звільненими від візантійців областями. В кінці 1042 року Гваймар IV прибув в Мельфі і за згодою нормандців прийняв титул герцога Апулії і Калабрії. При цьому Вільгельму був дарований титул графа Мельфійського з правом засновувати баронства на землях, які згодом будуть відбиті у Візантії. Уже звільнені і утримувані норманами землі були поділені на дванадцять бароній, а сам Вільгельм втримав за собою Асколі, а його брат Дрого — Венозу. Однак ці дії не були визнані імператором Священної Римської імперії.
Після смерті Вільгельма його брат Дрого (пом. 1051) в 1047 році визнав себе васалом імператора Генріха III, який, в свою чергу, визнав за Дрого титул графа Апулії і Калабрії і вивів Апулію з підпорядкування Салернського князівства.
Офіційний титул Дрого звучав як «герцог і магістр Італії, граф всіх норманів Апулії і Калабрії» (лат. Dux et magister Italiae comesque Normannorum totius Apuliae et Calabriae).

### Герцогство
При наступниках Дрого їхні володіння розширилися. Роберт Гвіскар прийняв в 1059 році герцогський титул, зміг об'єднати в своїх руках всю Південну Італію, захопивши до 1071 року всі візантійські володіння, а в 1077 році захопивши і Салерно, що став столицею герцогства. У 1059 Роберт Гвіскар визнав себе васалом папи Миколая II, а останній дарував Роберту титул герцога Апулії, Калабрії і Сицилії.
Після смерті в 1127 році онука Роберта, Вільгельма II, герцогство успадкував граф Сицилійський Рожер II, племінник Роберта Гвіскара. У 1128 році права на герцогство було визнано папою Гонорієм II. У 1130 році Рожер прийняв королівський титул і герцогство увійшло до складу утвореного ним Сицилійського королівства.
У 1134 році Рожер II присвоїв титул герцога Апулії і Калабрії своєму старшому синові Рожеру III. З цього моменту титул герцога Апулії і Калабрії часто носили спадкоємці короля Сицилії. Останнім титул носив померлий в 1193 році старший син короля Танкреда I, Рожер V.